# Madagascarentomon condei
Madagascarentomon condei är en urinsektsart som beskrevs av Josef Nosek 1978. Madagascarentomon condei ingår i släktet Madagascarentomon och familjen trakétrevfotingar. Inga underarter finns listade i Catalogue of Life.